# Kalanchoe pseudocampanulata
Kalanchoe pseudocampanulata är en fetbladsväxtart som beskrevs av Mannoni och Boiteau. Kalanchoe pseudocampanulata ingår i släktet Kalanchoe och familjen fetbladsväxter. Inga underarter finns listade i Catalogue of Life.